# André Arbus
André Pierre Léon Arbus (* 17. November 1903 in Toulouse, Département Haute-Garonne, Frankreich; † 12. Dezember 1969 in Paris) war ein französischer Innendekorateur, Bildhauer, Architekt und Hochschullehrer.

## Leben
Arbus entstammt einer alten Ebenistenfamile aus Toulouse, gemäß seinen eigenen Worten wuchs er in einer Tischlerei auf. Nach seinen Studien an der École des beaux-arts de Toulouse arbeitete er zunächst in der Werkstatt seines Vaters. Bereits 1925 nahm er an der Exposition internationale des Arts Décoratifs et industriels modernes in Paris teil. Bis zu seinem Umzug nach Paris im Jahre 1932 war er mit seinen Werken regelmäßig beim Salon des artistes décorateurs und dem Salon d’Automne teil.
1935 erhielt Arbus den Prix Blumenthal und hatte seine erste Einzelausstellung in der Galerie des Quatre chemins. In den 1930er Jahren arbeitete er mit Designern wie Vadim Androusov zusammen und war mit den Bildhauern Henry Pareyre und Sylva Bernt befreundet. 1937 gestaltete er auf der Weltausstellung in Paris ein Wohnhaus in der  Île-de-France, Das Haus einer französischen Familie, ein Restaurant im Zentrum der (französischen) Regionen und verschiedene Möblierungen. Neben der regelmäßigen Teilnahme an den Pariser Salons gestaltete er bei der Weltausstellung in New York 1939 den französischen Ausstellungsteil.
Nach dem Zweiten Weltkrieg war Arbus unter anderem mit der Neumöblierung verschiedener Schlösser zum Beispiel in Rambouillet und des Elysée-Palasts in Paris zum Teil in Zusammenarbeit mit Louis Süe und Jean-Charles Moreux befasst. Seit 1950 war er Professor an der Pariser École nationale supérieure des arts décoratifs.
Arbus war Anfang der 1950er Jahre Architekt des Leuchtturms auf der Île du Planier, acht Seemeilen vor dem Hafen von Marseille, der 1944 von deutschen Truppen auf ihrem Rückzug gesprengt worden war.

## Preise und Auszeichnungen
- 1935: Prix Blumenthal
- 1936: Auszeichnung durch das Französische Landwirtschaftsministerium.
- 1954: Ernennung zum Offizier der Ehrenlegion am 6. September 1954.
- 1965: Wahl zum Mitglied der Académie des Beaux-Arts.